# Polskie Stowarzyszenie Licencjonowanych Detektywów
Polskie Stowarzyszenie Licencjonowanych Detektywów (PSLD) – stowarzyszenie zrzeszające polskich prywatnych detektywów.

## Status prawny
PSLD jest zrzeszeniem osób fizycznych posiadających tytuł zawodowy prywatnego detektywa. Od początku swojego istnienia tj. od 2009 r. funkcjonuje w formie stowarzyszenia i posiada osobowość prawną. Stowarzyszenie działa w oparciu o statut uchwalony przez jego członków
Obszarem działania Polskiego Stowarzyszenia Licencjonowanych Detektywów jest Rzeczpospolita Polska, a jego siedzibą Warszawa. PSLD zarejestrowane jest w Krajowym Rejestrze Sądowym pod numerem 0000326014. Organami statutowymi stowarzyszenia są Zarząd, Komisja rewizyjna i Sąd dyscyplinarny.

## Cele statutowe
Głównymi celami działań Polskiego Stowarzyszenia Licencjonowanych Detektywów są: podnoszenie jakości usług detektywistycznych, dbanie o wysoki poziom zawodowy i etyczny, podnoszenie kwalifikacji zawodowych licencjonowanych detektywów, reprezentowanie interesów licencjonowanych detektywów wobec organów władzy i administracji państwowej, samorządu zawodowego, terytorialnego i gospodarczego. 

## Historia i działalność PSLD
Polskie Stowarzyszenie Licencjonowanych Detektywów jako organizacja zawodowa reprezentująca prywatnych detektywów  powołane zostało 14 listopada 2008 r. Początkowo siedzibą organizacji był Kraków, jednakże w 2013 r., uchwałą Walnego Zgromadzenia Członków, postanowiono przenieść ją do Warszawy.  Zmiana siedziby, zbiegła się z rozpoczęciem przez Sejm RP, drugiego etapu procesu deregulacji niektórych zawodów, w tym zawodu prywatnego detektywa.
Głównym osiągnięciem, w krótkiej historii działalności Polskiego Stowarzyszenia Licencjonowanych Detektywów, było opracowanie Kodeksu Etyki Detektywa. Dokument ten z racji dość ogólnych norm regulujących zasady wykonywania zawodu detektywa stanowi zbiór reguł jakimi powinien kierować się Detektyw wykonując swoje czynności. Było to o tyle istotne, gdyż w opinii wielu prawników zawód ten stał się nieformalnym zawodem zaufania publicznego. 
Działania PSLD, zmierzające w kierunku podnoszenia i poprawy jakości usług detektywistycznych spowodowały przyjęcie tej organizacji w ocenie i orzecznictwie sądów, jako jedynego reprezentanta tej grupy zawodowej. 
17 kwietnia 2015 r. w Barcelonie, na uroczystości w ramach Międzynarodowej Konferencji Prywatnych Detektywów, w obecności m.in. Ministra Spraw Wewnętrznych Katalonii - Ramona Espadaler Parcerisas, Polskie Stowarzyszenie Licencjonowanych Detektywów zostało przyjęte w poczet Międzynarodowej Federacji Stowarzyszeń Prywatnych Detektywów (IKD).   